# Trelleborgs kommun
Trelleborgs kommun er en kommune i Skåne län (Skåne) i Sverige.

## Byer i kommunen
- Trelleborg (kommunesæde)
- Anderslöv
- Gislövs läge og Simremarken
- Smygehamn
- Skegrie
- Beddingestrand
- Klagstorp
- Alstad

## Personer fra Trelleborg
- Alex Schulman (1976-), forfatter[1]
- Andreas Isaksson, fodboldspiller, født i Smygehamn
- Katrin Stjernfeldt Jammeh